# 蒂芬巴赫 (比伯拉赫县)
蒂芬巴赫（德語：Tiefenbach，發音：[ˈtiːfn̩bax]）是德国巴登-符腾堡州蒂宾根行政区比伯拉赫县的市镇，面积6.95平方千米，2023年12月31日人口为540人。